# Bánffyhunyadi járás
A Bánffyhunyadi járás, régebbi írásmóddal Bánffy-Hunyadi járás a Magyar Királyság megszűnt közigazgatási egysége, amely Kolozs vármegye része volt, Bánffyhunyad székhellyel. Területe jelenleg Romániában, Kolozs és Szilágy megyében fekszik.

## Fekvése

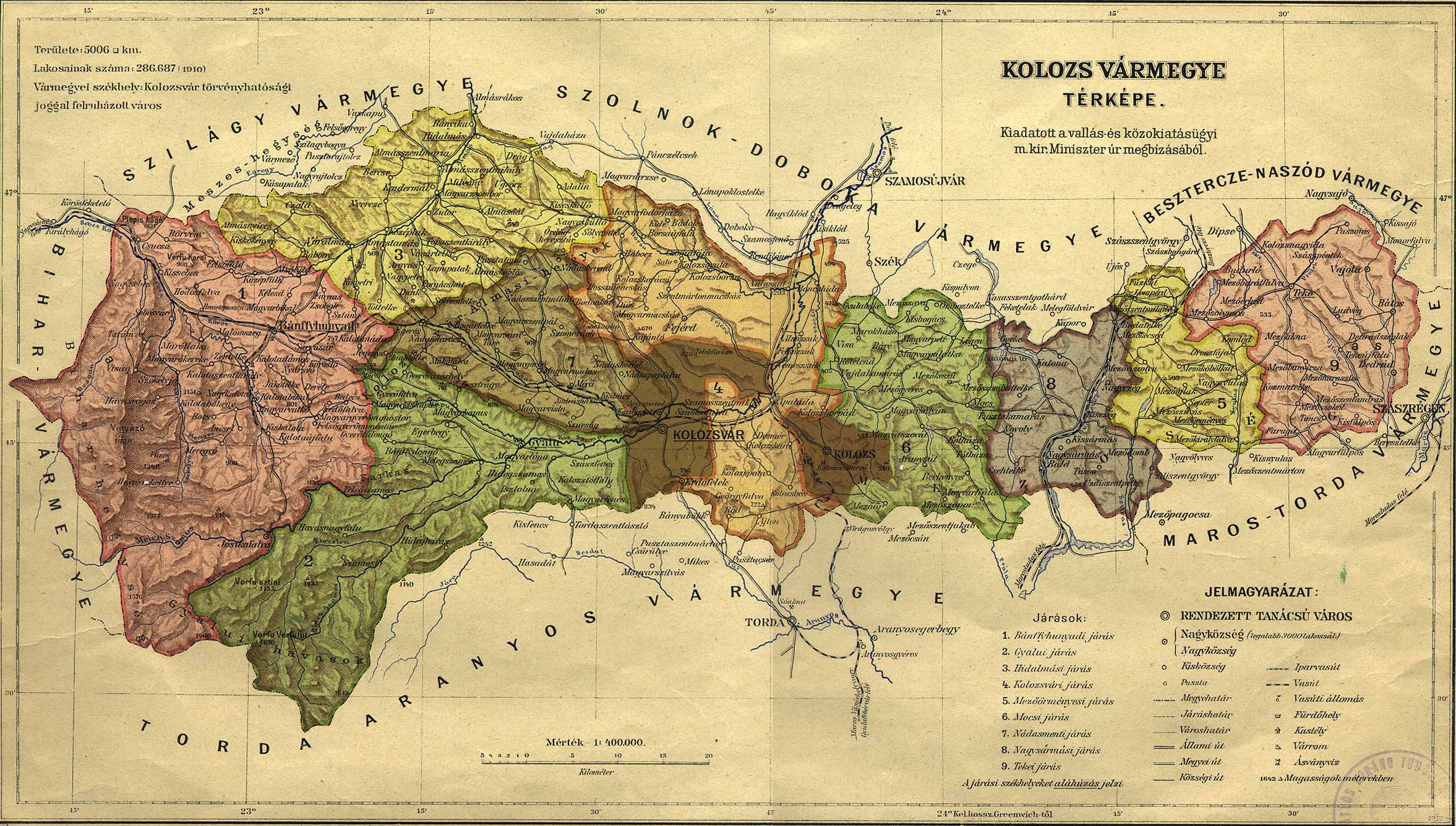
Kolozs vármegye közigazgatási térképe 1917-ből

A Bánffyhunyadi járás Kolozs vármegye nyugati-délnyugati határa mentén terült el. Nyugaton Bihar vármegye, északon Szilágy vármegye és a Hidalmási járás, keleten a Nádasmenti járás, délen a Nádasmenti járás és Torda-Aranyos vármegye voltak a szomszédai. A járási székhely Bánffyhunyad a járás északkeleti részén található.
A 19–20. század fordulóján a járás területének 46%-át erdő borította; Kolozs vármegye átlagában az erdőborítottság 30%-os volt.

## Története
Csánki Dezső Magyarország történelmi földrajza a Hunyadiak korában című műve alapján Endes Miklós arra következtetett, hogy a járás területe „igen sokáig” Bihar vármegyéhez tartozott.
A 18. század végén a járás területe Kolozs vármegye felső kerületéhez tartozott,  ugyanez volt a helyzet 1830-ban és 1846-ban is. 1857-ben 57 község alkotta és a Kolozsvári kerülethez tartozott. Az 1876-os közigazgatási reform során kialakított Kolozs vármegyének ez volt a legnépesebb járása. A járás területén a Bánffy család volt a legnagyobb birtokos.
1920 és 1925 között változatlan összetételben a romániai Kolozs megyéhez (Județul Cojocna) tartozott Plasa Huedin néven. Az 1925. június 14-én elfogadott új megyebeosztás, illetve az ezt követő 1938-ig bekövetkezett apróbb kiigazítások során Bihar megye Élesdi járásának két községét (Királyhágó, Körösfeketetó), valamint az addig a Gyalui járáshoz tartózó Gyerőfalvát a Bánffyhunyadi járáshoz csatolták. 1925-ben húsz község alkotta, székhelye továbbra is Bánffyhunyad volt.
1925 és 1930 között kisebb járásokat alakítottak ki, ekkor a Bánffyhunyadi járás egyes részei átkerültek az újonnan alapított Kalotai, illetve Egeresi járáshoz. A második bécsi döntés alapján a járás 32 községe Magyarországhoz került, 16 községe Romániában maradt. A második világháború után visszaállt az 1940 előtti állapot.

## Lakossága
1910-ben 47 286 lakosa volt, ebből 19 572 görögkatolikus, 13 740 görögkeleti, 10 881 református, 1901 izraelita, 1057 római katolikus, 53 evangélikus, 27 unitárius, 55 egyéb vallású. A lakosság 69,4%-a román, 29,7%-a magyar, 0,3%-as német, 0,6%-a más anyanyelvű volt.

## Települései
Az 1913-as helységnévtár szerint a járást két nagyközség (Bánffyhunyad és Jósikafalva) illetve tizenkét körjegyzőségben negyvennégy község alkotta:
| körjegyzőség             | település           | lélekszám |
| ------------------------ | ------------------- | --------- |
|                          | Bánffyhunyad        | 5194      |
|                          | Jósikafalva         | 1739      |
| Csucsai kj.              | Börvény             | 734       |
| Csucsai kj.              | Csucsa              | 2001      |
| Csucsai kj.              | Kissebes            | 1238      |
| Csucsai kj.              | Nagysebes           | 2139      |
| Derétei kj.              | Bedecs              | 1116      |
| Derétei kj.              | Deréte              | 602       |
| Derétei kj.              | Erdőfalva           | 311       |
| Derétei kj.              | Kalotabikal         | 633       |
| Farnasi kj.              | Farnas              | 452       |
| Farnasi kj.              | Magyarbikal         | 907       |
| Farnasi kj.              | Sztána              | 550       |
| Farnasi kj.              | Zsobok              | 668       |
| Felsőfüldi kj.           | Alsófüld            | 501       |
| Felsőfüldi kj.           | Felsőfüld           | 734       |
| Felsőfüldi kj.           | Hodosfalva          | 852       |
| Felsőfüldi kj.           | Ketesd              | 418       |
| Felsőfüldi kj.           | Középfüld           | 774       |
| Kalotaszentkirályi kj.   | Jákótelke           | 239       |
| Kalotaszentkirályi kj.   | Kalotadámos         | 404       |
| Kalotaszentkirályi kj.   | Kalotaszentkirály   | 1046      |
| Kalotaszentkirályi kj.   | Zentelke            | 797       |
| Körösfői kj.             | Kalotanádas         | 726       |
| Körösfői kj.             | Körösfő             | 1073      |
| Körösfői kj.             | Nyárszó             | 439       |
| Körösfői kj.             | Sárvásár            | 289       |
| Magyargyerőmonostori kj. | Felsőgyerőmonostor  | 1343      |
| Magyargyerőmonostori kj. | Magyargyerőmonostor | 2197      |
| Magyarvalkói kj.         | Kalotaújfalu        | 396       |
| Magyarvalkói kj.         | Kiskalota           | 785       |
| Magyarvalkói kj.         | Magyarvalkó         | 1148      |
| Marótlakai kj.           | Magyarókereke       | 596       |
| Marótlakai kj.           | Malomszeg           | 481       |
| Marótlakai kj.           | Marótlaka           | 1509      |
| Marótlakai kj.           | Sebesvár            | 1014      |
| Meregyói kj.             | Havasrekettye       | 1743      |
| Meregyói kj.             | Meregyó             | 2049      |
| Nagykalotai kj.          | Bocs                | 800       |
| Nagykalotai kj.          | Incsel              | 523       |
| Nagykalotai kj.          | Kalotabökény        | 543       |
| Nagykalotai kj.          | Nagykalota          | 1048      |
| Székelyjói kj.           | Havasrogoz          | 1229      |
| Székelyjói kj.           | Székelyjó           | 889       |
| Székelyjói kj.           | Tarányos            | 1131      |
| Székelyjói kj.           | Viság               | 1286      |